# Hedy Bienenfeld
Hedy Bienenfeld   (Viena, 17 d'octubre de 1907 - 24 de setembre de 1976) va ser una nedadora austríaca que va competir durant les dècades de 1920 i 1930.
El 1928 va prendre part en els Jocs Olímpics d'Amsterdam, on quedà eliminada en sèries en els 200 metres braça del programa de natació.
En el seu palmarès destaca una medalla de bronze al Campionat d'Europa de natació de 1927 en els 200 metres braça.
El 1930 es va casar amb el seu entrenador de natació, Zsigo Wertheimer (1897-1965). Ambdós eren jueus i van fugir d'Àustria abans de la Segona Guerra Mundial. Primer es van traslladar a Londres i després als Estats Units, on van treballar com a entrenadors de natació a Nova York. Després de la mort del seu marit, Bienenfeld va tornar a Viena.